# Vazha Tarkhnishvili
Vazha Eduardovich Tarkhnishvili - em georgiano, ვაჟა ედუარდოვიჩ თარხნიშვილი, e em russo, Ва́жа Эдуа́рдович Тархнишви́ли (Gori, 25 de agosto de 1971) é um ex-futebolista georgiano que atuava como zagueiro.

## Carreira
Por clubes, Tarkhnisvili iniciou sua carreira em 1990, no Aragvi Dusheti, não tendo atuado nenhuma vez. No mesmo ano, assinou com o Kartli Gori, de sua cidade natal, atuando em 14 jogos e marcando um gol.
Teve uma boa passagem pelo Dila Gori, entre 1991 e 1999, jogando 211 partidas e marcando quatro gols. Sua despedida do futebol georgiano foi no Lokomotivi Tbilisi, onde fez apenas 14 partidas, não marcando nenhum gol.
No começo de 1999, assinou com o Sheriff Tiraspol onde viveria a melhor fase da carreira, conquistando 23 títulos com a equipe aurinegra da Transnístria (destes, nove campeonatos moldávios obtidos de forma consecutiva) - boa parte deles como capitão.
Após 487 jogos e 27 gols marcados com a camisa do Sheriff e com mais um título nacional no currículo, Tarkhnisvili se despediu da carreira de jogador ao final da temporada 2011–12 do Campeonato Moldávio, sendo nomeado diretor-esportivo da equipe.

## Seleção Georgiana
Pela Seleção Georgiana de Futebol, Tarkhnishvili fez apenas 2 partidas entre 1998 e 1999, não marcando gols.

## Títulos
- Divizia Naţională: 11

(2000–01, 2001–02, 2002–03, 2003–04, 2004–05, 2005–06, 2006–07, 2007–08, 2008–09, 2009–10 e 2011–12)
- Copa da Moldávia: 7

(1999, 2001, 2002, 2006, 2008, 2009 e 2010)
- Supercopa da Moldávia: 4

(2003, 2004, 2005 e 2007)
- CIS Cup: 2

(2003 e 2009)